# Distrito de Nyíradony
El distrito de Nyíradony (húngaro: Nyíradonyi járás) es un distrito húngaro perteneciente al condado de Hajdú-Bihar.
En 2013 tiene 29 846 habitantes. Su capital es Nyíradony.

## Municipios
El distrito tiene 2 ciudades (en negrita), 2 pueblos mayores (en cursiva) y 5 pueblos (población a 1 de enero de 2012):
- Álmosd (1555)
- Bagamér (2478)
- Fülöp (1738)
- Nyíracsád (3763)
- Nyíradony (7798) – la capital
- Nyírábrány (3657)
- Nyírmártonfalva (2013)
- Újléta (1038)
- Vámospércs (5263)